# BugBug
『BugBug』（バグバグ）は、辰巳出版発行のアダルトゲーム月刊誌である。
創刊号から2014年8月号まではサン出版グループ発行、同年9月号から2019年4月号までは富士美出版発行、同年5月号から2021年8月号まではスコラマガジン発行であった。
判型は2025年3月号まではB5判、同年4月号よりA4判。

## 沿革
1992年10月3日、前年にアダルトゲームの取り扱いを止めた『テクノポリス』（徳間書店）の元スタッフが中心となってサン出版より創刊。当初は『ログイン』や『コンプティーク』と同様、一般ゲームを中心に取り扱う一般向けパソコンゲーム雑誌であったが、売上が低調であったことから3号目の1993年1月号より刊行ペースを隔月刊に落とし、前年にメディアックスが創刊した『パソコンパラダイス』と同様のアダルトゲーム専門へと路線を変更。それ以後は、順調に売上を伸ばした。
リニューアル後4号目となる1993年7月号で再び月刊誌に戻るが、1994年4月号より再び隔月刊にペースダウンした後に1997年6月号で創刊以来3度目の月刊化を達成。それと並行し、編集部のフルDTP化・編集作業のフルデジタル化を行った。
2010年1月号より、背表紙に表紙イラストの縮小版を掲載している。
2013年2月号より、隔月でDVD-ROMを付録している。
2014年8月号でサン出版グループのマガジン・マガジン社を離れ、同年9月号以降は富士美出版へ移籍した。
2016年2月号より、DVD-ROMが毎号付録となる。
2016年10月号より、電子書籍版（Amazon Kindle・DMM.com）も本誌発売から1週間ほど遅れて発売するようになっている。電子書籍版に付録DVDのデータは付属しない。
2019年4月、富士美出版がスコラマガジンと合併。同年5月号から発行元がスコラマガジンに移行した。
2021年6月、辰巳出版がスコラマガジンを吸収合併。同年9月号から発行元が辰巳出版に移行した。

## 概要
2008年4月号までは女性向けゲームソフトの紹介記事を毎月1ページ掲載していた。
1998年以降の表紙イラストを人気アニメーターである黒田和也が担当していることから、2006年9月号ではキャラクターデザインと作画監督を黒田が担当したアダルトアニメ版『そらのいろ、みずのいろ』上巻の独占特集を巻頭12ページに渡って掲載（原作が2年前の2004年に発売された旧作であるにもかかわらず、表紙イラストもそのヒロインで飾るほどの念の入りようであった）。
2007年2月号では通算150号を記念して各ソフトハウスからの描き下ろし祝辞壁紙や新作体験版などに加え、黒田によるこれまでの表紙イラストの幾つかをパソコン用壁紙データとして収録した初のトールケース付きDVDを付録。また、同年11月号では創刊15周年記念として2008年2月号より開始の連載企画『15美少女漂流記』を発表。これは、『つよきす』などで知られるゲームクリエイターのタカヒロがプロフィール設定やミニエピソード執筆を担当した15人の美少女達を黒田が表紙イラストで1年間描き下ろしていく一方、ライターが彼女達に焦点を当てたミニノベルを、イラストレーターがその挿絵を、漫画家が4コマ漫画を連載していくというもの。後には、これを元にしたドラマCDやアダルトアニメも制作された。
2012年11月号では創刊20周年記念として『15美少女漂流記』に代わる新たな連載企画『20世紀美少女』を発表。ゲームシナリオライター集団「企画屋」の丸戸史明が、プロデュースを担当している。
なお、本誌特有の表現として美少女ゲームを「美しょゲー」と省略している。
前述のとおり2014年9月号以降は富士美出版へ移籍したが、これはマガジン・マガジン社が社長交代などの組織変更に際して成人男性向けの商品を撤廃することとなり、『BugBug』が編集部ごと富士美出版に受け入れてもらったためである。
2020年4月24日にBugBug発の初ネット企画「BugBug.NEWS」が始動した。

## 表紙イラストレーター
- 北久保弘之 - 創刊号（1992年11月号）〜1992年12月号
- 好実昭博 - 1993年1月号〜1997年6月号（1995年2月号を除く）
- 大越秀武 - 1995年2月号（好実のスケジュール調整がつかず代役）
- 介錯 - 1997年7月号〜1998年6月号
- 黒田和也 - 1998年7月号〜2018年12月号、2019年以降の奇数月（偶数月は美少女ゲームの原画家によるメインヒロインの描き下ろし）